# 格林西克 (涅米羅夫區)
48°44′57″N 29°4′9″E / 48.74917°N 29.06917°E
赫林斯凱（烏克蘭語：Глинське），是烏克蘭西南部的村落，隸屬文尼察州的圖利欽區。該村始建於1662年，面積0.4平方公里，海拔高度222米，2001年人口47，人口密度每平方公里118.39人。